# 马努·桑切斯
曼努埃尔·“马努”·桑切斯·德拉佩尼亚（西班牙語：Manuel "Manu" Sánchez de la Peña，2000年8月24日—），是一名西班牙足球运动员，场上司职左后卫，现時被西甲球队塞爾塔外借至阿拉维斯。

## 俱乐部生涯
桑切斯出生于马德里，于2014年从科尔内利亚加入了马德里竞技的青训营。他在2019年3月30日一场西乙B马竞预备队2-0击败萨拉曼卡CF的比赛中完成了他的成年队首秀。
2019年8月30日，桑切斯与马竞续约到了2023年。他在12月14日马竞0-2输给格拉纳达的比赛中完成了他的一线队和西甲首秀。
2020年9月7日，桑切斯与马竞续约到了2025年。
2021年1月11日，马竞官方宣布，左后卫桑切斯将会租借加盟奥萨苏纳，租期为6个月，至该赛季结束。